# 山口インターチェンジ
山口インターチェンジ（やまぐちインターチェンジ）は、山口県山口市下小鯖柊に位置する中国自動車道のインターチェンジ。

## 概要
山口市街に近接するインターチェンジであり、接続する国道262号を経て山口市街並びに萩方面への最寄ICとして設けられている。山陽自動車道開通以前は防府方面への最寄りICともなっていたため、現在も下り線の案内板に「山口 防府」の表記が残っている。
ただし、当ICは山口市街の南東部にあり、特に山陽自動車道開通後は山口市街南西部で山口JCTとして中国道と接続することになり、さらに2020年にはより山口市街に近接する位置に湯田温泉SICが設置されたため、山口ICの利便性は相対的に低下した。
なお2008年以前は山口JCTが中国道小郡方面のみ接続のハーフJCTであったため、山陽道広島方面から山口JCTを経由して山口ICを利用することが不可能であった。

## 道路
- E2A 中国自動車道（32番）

## 接続する道路
- 国道262号
- 山口県道21号山口防府線

## 周辺
- 山口県庁舎
- 瑠璃光寺
- tysテレビ山口本社
- 山口市立大内中学校
- ザ・ビッグ大内店
  - トイザらス山口店
  - スタジオアリス山口大内店
- ナフコ大内店
- マクドナルド山口インター店
- tysハウジングプラザサエラ
- やまぐちリフレッシュパーク
  - やまぐちリフレッシュパーク山口市民プール

## 料金所
- レーン数：5

### 入口
- レーン数：2
  - ETC専用：1
  - 一般：1

### 出口
- レーン数：3
  - ETC専用：1
  - 一般：2

## 隣
E2A 中国自動車道
(31)徳地IC/BS - (PA)荷卸峠PA - (BS)仁保BS（休止中） - (32)山口IC/BS - (32-1)湯田温泉PA/SIC/BS - (33)山口JCT